# Moisej Bazijan
Moisej Bazijan (* 23. Juni 1949 in Czernowitz, Ukraine) ist ein ukrainischer Schauspieler.

## Leben
Bazijan leistete seinen Militärdienst. Im Anschluss studierte er Regie und Schauspiel an der Staatlichen Hochschule für Kultur in Moskau. 1974 beendete er das Studium mit Auszeichnung.
Ab 1978 war er Leiter des Volkstheaters Sowremennik in Lwiw. 1988 wurde er Direktor und künstlerischer Leiter des jüdischen Theaters in Lwiw. 1998 reiste er nach Deutschland aus. Seitdem unterrichtet er Schauspiel, Bühnenbewegung und Bühnenkampf an der Hochschule für Musik und Theater München, der Münchner Volkshochschule, der Neuen Münchner Schauspielschule, im Schauspielstudio Gmelin und an der Internationalen Michael-Tschechow-Schule. Seine Schüler haben unter anderem ein Diplom in Cannes und einen Emmy gewonnen. Daneben ist er auch noch als Schauspieler tätig. Häufig wird auch auf seine jüdische Herkunft angespielt.

## Filmographie
- 2007: Hedwig, die vernissage
- 2013: George
- 2016: Frau Pfarrer & Herr Priester
- 2017: Adventure Club – Die Erstflug Theorie
- 2018: Nachts im Park 4D
- 2019: Die Bestatterin – Der Tod zahlt alle Schulden
- 2020, 2022: Aktenzeichen XY … ungelöst
- 2020: Masel Tov Cocktail
- 2021, 2022: Dahoam is Dahoam
- 2022: Babylon Berlin
- 2022: Sam-Ein Sachse
- 2023: Blutspur Antwerpen
- 2024: Sieben Tage Februar